# 清水みのる

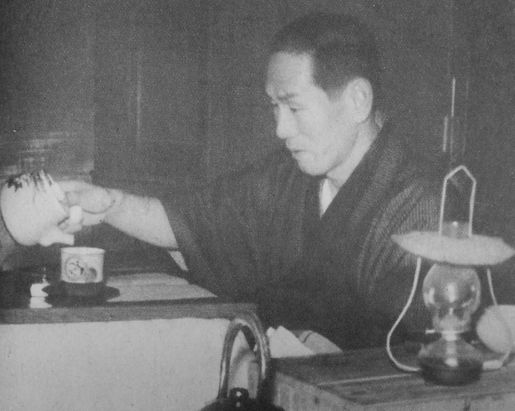
1949年の清水みのる

清水 みのる（しみず みのる、本名：清水 實、1903年（明治36年）9月11日 - 1979年（昭和54年）12月10日）は、日本の作詞家。主に昭和初期から中期にかけて活躍した。

## 人物
静岡県浜名郡伊佐見村（現在の浜松市中央区伊左地町）生まれ。少年期は水泳に熱中した。
旧制浜松中学（現・浜松北高校）を経て、京都の予備校へ数ヵ月通った後、山陽中学校（現・山陽高等学校）への編入を経て、立教大学文学部英文学科卒。立教大学では水泳部に入り、主将として、短距離自由形で全日本ベスト５に入る好記録をマークした。詩人のサトウハチローは立教の先輩であり、レースが始まると必ず神宮プールの玄関に来てみのるを呼び出したという。清水はその他の運動競技にも巧みで、柔道は初段、ラグビーもフィールドでの技に優れていた。
その一方、大学在学中に詩人の佐藤惣之助に師事し、詩やシナリオを書き始める。在学中に小笠原プロダクションの別流として「乱闘の後」（全2篇）を完成させ、「天才現はる」と言われた。映画は清水がつくったブレーブ映画研究会に集まった熱心な映画研究生89人とともに制作し、原作、脚本、監督、主演を清水一人が行った。映画は浅草大勝館で封切されることとなった。
卒業後の1931年（昭和6年）、日本ポリドール蓄音機商会に入社、社員として働きながら作詞家への道を歩みだし、1939年（昭和14年）には田端義夫のデビュー曲の作詞を手がける。同年、陸軍に入隊し出征。
戦後はテイチクレコード会社に入社し、作曲家の倉若晴生、歌手の田端義夫（バタヤン）とのトリオで、『かえり船』、『かよい船』等、得意とするマドロスものを中心に数々のヒット曲を世に送り出した。他に『星の流れに』『月がとっても青いから』『雪の渡り鳥』などの作詞を手がけた。母校・立教大学の第三応援歌「若き眉」の作詞も手がけている。
母校の浜松市立伊佐見小学校には功績を記念した「清水みのるの部屋」が平成元年に開設されている。
また、浜松市西区伊左地町では『森の水車』（作詞 清水みのる / 作曲 米山正夫 / 歌 高峰秀子）を記念し、昭和61年に「伊佐地緑地公園」内に水車を設置、通称「森の水車公園」と呼ばれ親しまれている。

## 賞詞
- 日本作詩家協会功労賞（昭和45年）[6]
- 紫綬褒章（昭和46年）[7]
- 勲四等旭日小綬章

## 主な作品
- 『島の船唄』（昭和14年5月）［倉若晴生作曲、歌：田端義夫］
- 『出船の唄』（昭和14年8月）［倉若晴生作曲、歌：北廉太郎］
- 『旅のつばくろ』（昭和14年9月）［倉若晴生作曲、歌：小林千代子］
- 『別れ船』（昭和15年6月）［倉若晴生作曲、歌：田端義夫］
- 『森の水車』（昭和16年8月）［米山正夫作曲、歌：高峰秀子］
- 『マレーの虎』（昭和17年6月）［飯田景応作曲、歌：上原敏］
- 『かえり船』（昭和21年11月）［倉若晴生作曲、歌：田端義夫］
- 『星の流れに』（昭和22年12月）［利根一郎作曲、歌：菊池章子］
- 『母紅梅の唄』（昭和24年1月）［利根一郎作曲、歌：菊池章子］
- 『かよい船』（昭和24年6月）［倉若晴生作曲、歌：田端義夫］
- 『憧れの住む町』（昭和25年6月）［平川浪滝作曲、歌：菅原都々子］
- 『ふるさとの燈台』（昭和28年7月）［長津義司作曲、歌：田端義夫］
- 『月がとっても青いから』（昭和30年5月）［陸奥明作曲、歌：菅原都々子］
- 『雪の渡り鳥』（昭和32年11月）［陸奥明作曲、歌：三波春夫］
- 『想い出』（昭和31年8月）［寺部頼幸作曲、歌：石原裕次郎］